# 106e division d'infanterie (Allemagne)
Pour les articles homonymes, voir 106e division.
La 106e division d'infanterie (en allemand : 106. Infanterie-Division) est une des divisions d'infanterie de l'armée allemande (Wehrmacht) durant la Seconde Guerre mondiale.

## Création
La 106. Infanterie-Division est formée le 12 novembre 1940 en tant qu'élément de la 12. Welle (12e vague de mobilisation) dans le Wehrkreis VI (Westphalie et en Rhénanie). Elle est constituée à partir d'un tiers de personnel venant de la 6. Infanterie-Division, d'un tiers de la 26. Infanterie-Division et de 2 Heimat-Wach Battalions venant du Infanterie Regiment 250.
À l'origine, faisant partie de la 11e armée à des fonctions locales dans le Reich, la 106. Infanterie-Division n'a pas vu d'action jusqu'à l'invasion de la Russie en juin 1941. Avant cela, elle a perdu son III/241. Infanterie regiment qui est envoyé en Afrique où il devient le I/155. Schutzen Regiment en septembre 1941.
Au début de la campagne de Russie, la division fait partie du XXXXII. Armeekorps sous le Panzergruppe 2 dans l'Heeresgruppe Mitte. Entre juin 1941 et avril 1942, le 106. Infanterie-Division reste dans l'Heeresgruppe Mitte mais se déplace du Panzergruppe 2 à la 9e Armée dans le cadre du V. Armeekorps (Ruoff) avec la 5e, 35e et 129e division d'infanterie pendant la période de juillet à octobre lors de l'avancée vers Smolensk.
Le 27 juillet, la 106. Infanterie-Division se trouve au nord de Smolensk avançant vers Demidov pour soutenir le Panzergruppe 3, qui est à l'est de Smolensk, avec le reste du V. Armeekorps.
Après avoir servi sous le Panzergruppe 3 pendant la bataille de Wjasma, elle rejoint le Panzergruppe 4 pour les combats autour de Klin. Le 5 décembre, la 106. Infanterie-Division se trouve à proximité de Krasnaja Poljana avec la 2e Panzer-Division sur son flanc gauche et la 35e division d'infanterie sur son flanc droit. Face à elle, se trouvent les éléments de la 7e division des gardes, le Gruppe Remisov et la 28e brigade d'infanterie russes.
Au cours de la phase d'ouverture de l'opération Typhon, la 106. Infanterie-Division atteint la zone sud de Kuseeva le 16 novembre 1941. Le 17 novembre, la 106. Infanterie-Division avec le reste du V. Armeekorps attaquent vers Moscou, 24 heures plus tôt que le XLVI. Panzerkorps, permettant ainsi à la 106. Infanterie-Division de maintenir le contact avec ce Korps le lendemain.
La contre-offensive russe devant Moscou oblige les Allemands de reculer à l'ouest et le 11 décembre, la 106. Infanterie-Division avec la 2. Panzer-Division sont chassées de Solnetchnogorsk par la 20e armée russe sous les ordres de Vlasov. Le 12 décembre, la division est dans un saillant, avec sa tête de pont à Krasnaja Poljana. Après des combats difficiles jusqu'à mars 1942 sous les V. et IX. Armeekorps, la division est transférée vers le nord de la France pour une réorganisation.
Après son retour sur le Front de l'Est en avril 1943, la 106. Infanterie-Division sert sous le XXXXVIII. Armeekorps. Après avoir été mise en réserve en mai, elle reprend du service en juin et participe à l'offensive de Koursk, dans le cadre du Armeeabteilung Kempf (avec la 320e et la 198e division d'infanterie en juillet. Le point de départ de la division pour cette opération était la rivière Donets, que la 106. Infanterie-Division franchit le deuxième jour de l'offensive avec le Infanterie Regiment 240 sur la gauche, le Infanterie Regiment 241 au centre et le Infanterie Regiment 239 sur l'aile droite de son avancée. La force de la division le 4 juillet est de 9 bataillons d'infanterie, d'un bataillon de reconnaissance et d'un bataillon anti-char, avec une force de combat de 6 577 hommes, 36 pièces d'artillerie légère, 12 pièces d'artillerie lourde et 60 canons anti-chars. Au cours de l'offensive, la division subit un total de 3 277 victimes (566 morts, 2 667 blessés et 44 disparus), tandis que les pertes totales au 25 août comptent 147 officiers et 5 933 hommes (tout en recevant 60 officiers et 2 722 hommes de réserve à la même période). Elle reçoit des forces supplémentaires lors de la dissolution de la 39. Infanterie-Division le 2 novembre 1943 avec son Divisionsgruppe 39 et ses 113e et 114e régiments de grenadiers, qui sont intégrés dans la 106. Infanterie-Division. À cette époque, la division est forcée de battre en retraite à travers le fleuve Dniepr. Après avoir été sur la défensive tout au long de l'année 1944, la division est détruite près de Kishinev en Ukraine en août et est dissoute en tant que telle le 9 octobre 1944, tandis que les survivants sont redéployés pour reformer les 15e et 76e division d'infanterie.
Le 24 mars 1945, la 106. Infanterie-Division est reformée et est ajustée en Kampfgruppe 106. Infanteriedivision le 8 avril 1945.

## Organisation

### Commandants
| Date                                 | Grade                  | Commandant             |
| ------------------------------------ | ---------------------- | ---------------------- |
| 28 novembre 1940 - 3 mai 1942        | General der Infanterie | Ernst Dehner           |
| 3 mai 1942 - 1er novembre 1942       | Generalleutnant        | Alfons Hitter          |
| 1er novembre 1942 - 1er janvier 1943 | Generalleutnant        | Arthur Kullmer         |
| 1er janvier 1943 - 20 février 1944   | Generalleutnant        | Werner Forst           |
| 20 février 1944 - ? août 1944        | Generalleutnant        | Siegfried von Rekowski |
| ? mars 1945 - 8 mai 1945             | Oberst                 | Rintenberg             |

### Officiers d'opérations (Generalstabsoffiziere (Ia))
| Date                            | Grade          | Commandant        |
| ------------------------------- | -------------- | ----------------- |
| 10 décembre 1940 - 15 juin 1943 | Oberstleutnant | Adalbert Wahl     |
| 15 juin 1943 - 24 août 1944     | Oberstleutnant | Friedrich Doepner |

## Théâtres d'opérations
- Allemagne : Novembre 1940 - Juin 1941
- Front de l'Est, secteur centre : juin 1941 - Avril 1942
  - Opération Barbarossa
    - 22 octobre 1941 au 22 janvier 1942 : bataille de Moscou
- France : avril 1942 - Avril 1943
- Front de l'Est, secteur Sud : avril 1943 - août 1944
  - 5 juillet au 23 août 1943 : bataille de Koursk
- Sud de l'Allemagne : Mars 1945 - Mai 1945

## Ordres de bataille
1940
- Infanterie-Regiment 239
- Infanterie-Regiment 240
- Infanterie-Regiment 241
- Artillerie-Regiment 107
- Pionier-Bataillon 106
- Panzerjäger-Abteilung 106
- Aufklärungs-Abteilung 106
- Divisions-Nachrichten-Abteilung 106
- Divisions-Nachschubführer 106

Novembre 1943
- Divisions-Gruppe 39
- Grenadier-Regiment 239
- Grenadier-Regiment 240
- Divisions-Füsilier-Bataillon 106
- Artillerie-Regiment 107
- Pionier-Bataillon 106
- Feldersatz-Bataillon 107
- Panzerjäger-Abteilung 106
- Divisions-Nachrichten-Abteilung 106
- Divisions-Nachschubführer 106

Divisionsgruppe
- Grenadier-Regiment 113
- Grenadier-Regiment 239
- Grenadier-Regiment 240
- Artillerie-Regiment 107
- Pionier-Bataillon 106
- Panzerjäger-Abteilung 106
- Divisions-Nachrichten-Abteilung 106
- Divisions-Nachschubführer 106